# Cermenate
Cermenate (Cermenaa in dialetto comasco, AFI: /tʃermeˈnaː/) è un comune italiano di 9 419 abitanti della provincia di Como in Lombardia.

## Geografia fisica
Cermenate si trova a un'altitudine di 297 metri s.l.m. (minimo 245 metri, massimo 333 metri con un'escursione di 88 metri), e confina a sud con Lentate sul Seveso, a nord con Vertemate con Minoprio, a ovest con Bregnano, a est con Cantù.

## Storia

### Preistoria ed età antica
Le più antiche testimonianze della presenza umana nel territorio di Cermenate consistono in alcuni reperti di asce, fibule e pendagli databili all'età del bronzo. Inoltre, il ritrovamento di oggetti sepolcrali quali vasellame, un ago in oro e monete con l'effige di Vespasiano presso le località di Freghera e Fossarone, lasciano intendere la presenza di un grosso vicus o almeno di un pagus in epoca romana. Allo stesso periodo si fa risalire la costruzione di una fornace, nominata in alcuni documenti medievali nel contesto di una località chiamata, appunto, "ad furnacem".
I reperti sono emersi durante alcune campagne di scavo effettuate nel 1891, nel 1905 e nel 1924.

### Medioevo
In età altomedievale Cermenate fu a capo di una pieve della Diocesi di Como, mentre durante il periodo carolingio il centro rientrò nella sfera di competenza amministrativa del Contado del Seprio.
La posizione geografica lungo l'asse Milano-Como implicò un coinvolgimento diretto di Cermenate nelle sanguinose che nel XIII secolo videro il comune meneghino contrapposto a quello lariano, a tal punto che il paese fu distrutto più volte durante la Guerra decennale. Legata al conflitto è anche la figura di Ardizzone da Cermenate, che nel 1126 si distinse per il suo valore durante un fallito attacco dei comaschi alle truppe milanesi (probabilmente avvenuto in località "Battù"), andato in fumo per il tradimento di un loro condottiero chiamato Alberico da Bregnano.
Nel 1162, Cermenate si schierò al fianco di Federico Barbarossa nella distruzione di Milano. In seguito alla pace di Como (1196), che in scia alla pace di Costanza si propose l'obiettivo di porre un termine alle dispute riemerse tra comaschi e milanesi, Cermenate entrò a far parte delle dipendenze amministrative della città lariana.
Sotto il profilo religioso, il paese faceva già parte delle dipendenze di Como, in quanto da tempo appartenenteva alla pieve di Fino, entro cui Cermenate risultò inserita fino alla seconda metà del XVIII secolo.
Datata 1 marzo 1222 è una richiesta di risarcimento danni formulata da alcuni mercanti di Lille, derubati dei loro averi mentre transitavano dalla località Montesordo, ove esisteva un ospizio per pellegrini.
Nel Duecento il "comune de Cermenate" è attestato come entità autonoma. Quando nella seconda metà del secolo il territorio comasco fu infiammato dalle dispute tra i Torriani e i Visconti, l'altura di Cermenate tuttora chiamata “Del castello" ospitò una fortificazione che nel XIV secolo divenne proprietà viscontea.
Attorno al 1280 il comune diede i natali al notaio Giovanni da Cermenate, storico delle vicende di Milano dal 1307 al 1313.

### Dall'età moderna al Novecento
Nel 1516 Cermenate fu oggetto di razzie da parte delle truppe di Francesco I di Francia, impegnate nell'assedio di Milano.
Nel XVII secolo, il territorio di Cermenate, che contava 81 "fuochi, confinava con le comunità di Lavizzara, Montesordo e Santa Croce, quest'ultima feudo dei cavalieri di Gerusalemme.
Nel 1751 il comune di Cermenate risulta essersi redento dall'infeudazione e, per questo, soggetto a un pagamento quindecennale. Nello stesso anno il territorio comunale comprendeva i cassinaggi di "Cassina Lavizara" (che nel XVII secolo costituiva un comune costituito da cinque famiglie i cui capi si alternavano ogni mese nella carica di console) e di "Cassina Santa Croce" (che nel XVII secolo era un feudo dei Cavalieri di Gerusalemme).
Nella seconda metà del Settecento, Cermenate fu caratterizzato dall'introduzione dei bachi da seta e dallo sviluppo del comparto delle tessiture seriche.
Un decreto di riorganizzazione amministrativa del Regno d'Italia napoleonico datato 1807 sancì l'annessione del comune di Asnago,, che tra il 1705 e la seconda metà del XVIII secolo era stato infeudato dalla famiglia Porro. La decisione napoleonica fu tuttavia abrogata con la Restaurazione.
Durante il Regno Lombardo-Veneto, nel 1844 il comune di Cermenate allargò i propri confini alla frazione Montesordo, che fino ad allora faceva parte del territorio di Asnago e che nel Medioevo aveva ospitato una residenza familiare di Giovanni Maria Visconti e un hospitalis per pellegrini gestito da frati.
Tra la fine dell'Ottocento e i l'inizio del Novecento si registrò un importante fenomeno di emigrazione oltreoceano da parte degli abitanti di Cermenate.
Nel 1928 il comune di Asnago venne definitivamente riaggregato al comune di Cermenate (R.D. 2 dicembre 1928, n. 3019).

### Simboli
Lo stemma del Comune di Cermenate è stato riconosciuto con decreto del capo del governo del 10 febbraio 1929.
(DCG del 10 febbraio 1929)
Lo stemma attuale è stato ripreso da un affresco del 1473 situato nella casa annessa alla chiesa di San Vincenzo. Cermenate possedeva uno stemma precedente, presente anche nello Stemmario Carpani sotto la voce de burgo de Cermenate, raffigurante quattro castelli che facevano probabilmente riferimento ai centri abitati cui era composto il paese: Montesordo, Freghiera, Asnago e Castello.
Il gonfalone è un drappo partito di bianco e di rosso.

## Monumenti e luoghi d'interesse

### Architetture religiose

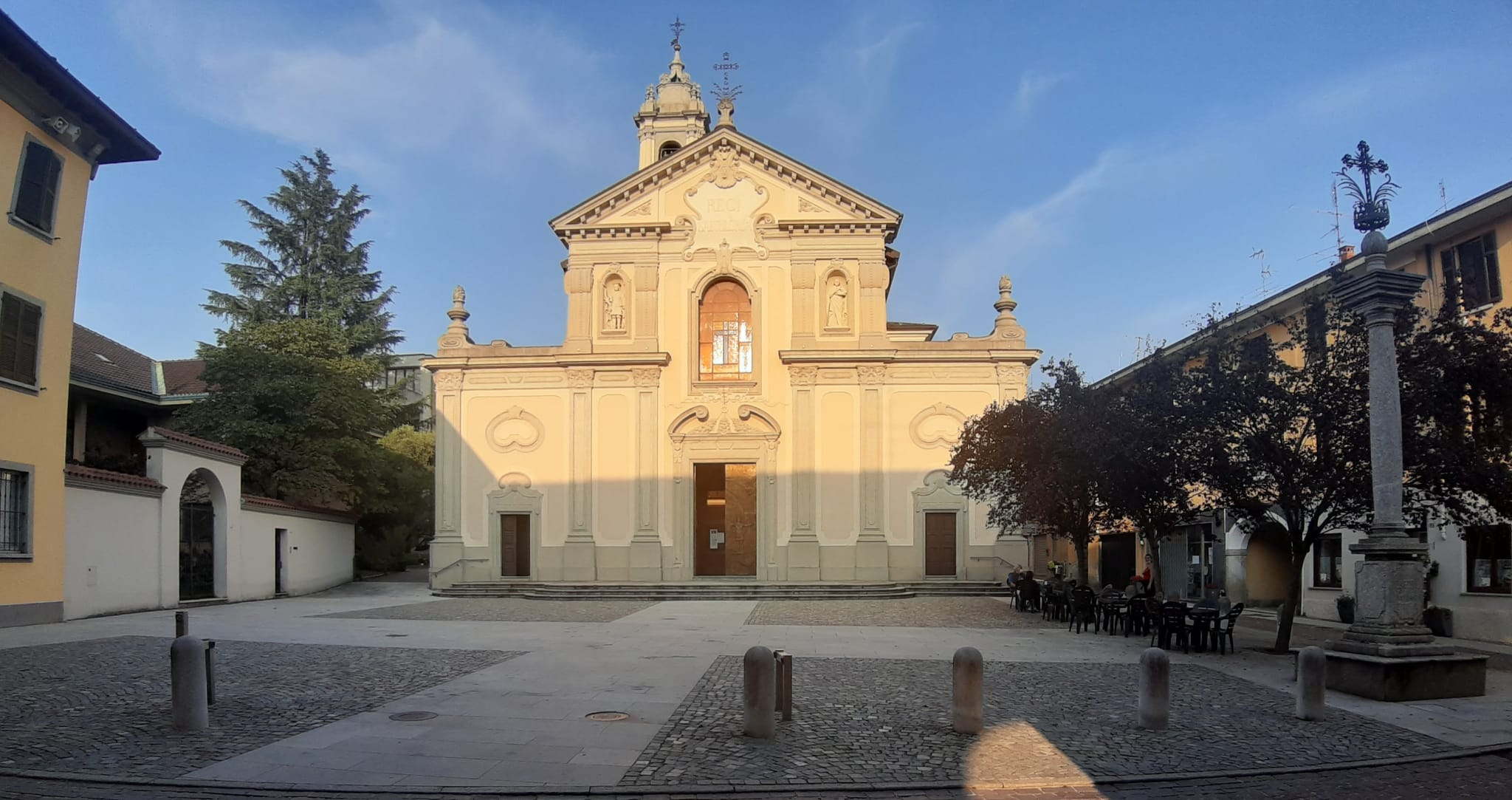
Chiesa dei SS. Vito e Modesto

#### Chiesa dei Santi Vito e Modesto
Nel centro di Cermenate si trova la chiesa dei Santi Vito e Modesto, attestata come cappella all'interno della pieve di Fino sin dalla fine del XIII secolo e sede di una parrocchia già nel XVI secolo. La chiesa fu oggetto d'importanti interventi architettonici tra il XVII secolo e la seconda metà del Settecento. Al suo interno conserva alcuni dipinti eseguiti da Torildo Conconi nel 1940. Il portale centrale in bronzo è stato realizzato nel 2009 dallo scultore Alberto Ceppi.

#### Chiesa di San Vincenzo
Dedicata a san Vincenzo, raffigurato in gloria in un affresco al centro della navata, la chiesa è già attestata nel XIII secolo. Caduta in rovina durante il Cinquecento, sul finire del secolo fu oggetto di importanti interventi di ristrutturazione, caldeggiati dai vescovi Giovanni Francesco Bonomi (1578) e Feliciano Ninguarda (1592). Alla metà del secolo successivo risalgono l'altare maggiore, le decorazioni della cappella di sinistra (in stile barocco) e gli affreschi della volta. Al suo interno, la chiesa presenta affreschi del Conconi. Il 13 aprile 1936, al termine di circa un anno di lavori di consolidamento strutturale degli esterni il vescovo Alessandro Macchi elevò la chiesa a Santuario del Crocefisso. Tale titolazione è legata alla presenza, al di sopra di un paliotto sull'altare maggiore, di un crocifisso ligneo seicentesco di probabile origine iberica. La scultura caratterizzata dalla presenza di una testa mobile. 
Il presbiterio è coronato da una volta a botte decorata da una Trinità affrescata. Sulle pareti laterali del presbiterio trovano posto, su lati opposti, dipinti raffiguranti una Madonna di Loreto e una Deposizione. La chiesa è annoverata nell'elenco dei Santuari e templi votivi della Diocesi di Como.
Sull'unica navata della chiesa si innestano due cappelle laterali. Nella cappella di destra trovano posto un dipinto di una Madonna con san Brunone e, in una nicchia ricavata dall'antica sacrestia, un affresco raffigurante San Bernardino con la Madonna e il Bambino, opera datata 1473 e attribuita o a Bernardo Zenale o al Bergognone. Sull'affresco, originariamente collocato all'interno dell'odierna casa delle suore di Santa Dorotea, campeggia uno stemma che richiama l'emblema del comune di Cermenate. Nella cappella di sinistra, dedicata alla Passione, si conservano una Pietà lignea e numerosi affreschi cinquecenteschi - tra i quali una Lavanda dei piedi - dipinti da artisti di ambito lombardo.

#### Chiesa dei Santi Pietro e Paolo
La chiesa dei Santi Pietro e Paolo ad Asnago, attestata alternatamente come parrocchia o viceparrocchia nei secoli XVII e XVIII, deve il suo aspetto attuale ad alcuni interventi realizzati tra la fine del XVI secolo e il XIX secolo.

#### Altro
- Chiesa del Sacro Cuore (fine XIX secolo)[21]
- Chiesa dell'Addolorata (1867)[22]
- Oratorio dei Santi Simone e Giuda (1860), a Montesordo[23]

### Architetture civili

#### Villa Clerici
II parco Scalabrini un tempo era lo splendido giardino di villa Clerici, oggi tornata al fascino antico grazie all'opera di restauro del Comune di Cermenate.
Le notizie riguardanti la villa risalgono alla famiglia Porro che nel 1416, dopo aver comperato dagli spagnoli il titolo di marchesi, la fece costruire. Per quattro secoli i suoi discendenti vissero felici in questo luogo ricco di bellezze architettoniche e naturali.
Nel XIX secolo la proprietà passò alla famiglia Rospini-Clerici che la ristrutturò e poté godere, anche se per breve tempo, della sua amenità.
L'intero isolato poi fu acquistato dall'ordine religioso degli Scalabrini O'Brien con l'obiettivo di trasformarlo in un accogliente collegio per giovani.
La villa ottocentesca è ora la sede degli uffici comunali: nel 1977 il Comune infatti ha avuto l'idea di rivalutare un patrimonio che rischiava di andare perduto. Il restauro interno ha riportato al loro antico splendore soffitti, stucchi, affreschi, camini e arredi.

#### Villa Coquio
L'esistenza della villa è documentata sin dalla fine del Cinquecento; apparteneva a un ramo della famiglia Coquio, che possedeva un palazzo in Como e che utilizzava la villa di Cermenate come residenza di campagna. La villa appartenne alla famiglia Coquio fino al 1770 per poi passare nelle mani di Claudio Gaggi, con la clausola di assumere il cognome Coquio, in modo da continuare — almeno nominalmente — il ramo familiare. Nel 1836 la famiglia Gaggi vendette il palazzo di Como eleggendo la villa di Cermenate a propria stabile dimora. Nel 1873 la proprietà passa nelle mani della famiglia Moreschi (ancora oggi presente e residente), mediante il matrimonio di Luigia Gaggi con Nicola Moreschi (sindaco di Cermenate dal 1902 al 1905). Morti i genitori, subentrarono i figli, tra i quali Carlo Moreschi, esimio scienziato cui è dedicata la lapide posta in facciata sulla omonima via.

#### Villa Rospini
Nel Settecento in luogo della villa esistevano tre "case in affitto", appartenenti ai Porro di Asnago e ai Gaggi-Coquio. In seguito la proprietà pervenne ai Rospini, i quali nel 1830 realizzarono anche un grande portico a uso filanda. Come si può vedere ancora oggi, la villa, gli ambienti rustici e la filanda si articolavano attorno alla corte nobile, andando a occupare un intero isolato; il giardino, cinto da muro sorgeva dall'altra parte della contrada di San Vito.

#### Villa Porro
L'esistenza della villa è documentata sin dalla fine del '500. Fino all'800 appartenne alla famiglia Porro-Carcano che possedeva gran parte delle proprietà immobiliari in località Asnago. Nel 1990-92 è stata quasi completamente distrutta, per lasciare spazio a un nuovo complesso residenziale. Rimangono l'oratorio privato dei Porro e uno splendido giardino che digrada verso la valle del Seveso.

#### Ponte della Barona
In località Parmunt, poco oltre la chiesa di San Vincenzo, lungo via Moreschi, sorge un piccolo ponte a uso privato. Quello visibile attualmente fu realizzato nel 1847-48, dopo che venne demolito il preesistente ponte. Il nome "della Barona" deriva dalla proprietaria del Settecento, la baronessa Marianna Azzola Porta. All'epoca il ponte fungeva da collegamento tra la proprietà privata della baronessa e i terreni agricoli a essa annessi. L'angustia del vecchio ponte e la ripidità della strada rendevano tuttavia particolarmente difficoltoso il transito dei carri, soprattutto nel periodo invernale. Già nel 1833 si avanzò il progetto di demolire il vecchio ponte, allargare la strada e costruirne uno più ampio, ma affinché tale progetto divenisse realtà, si dovette attendere la morte della baronessa Azzola Porta, decisamente contraria all'intervento.

#### Ex asilo infantile Giuseppe Garbagnati
Contemporaneamente alla costruzione dell'Asilo "Sant'Elia" di Giuseppe Terragni, verso la metà degli anni Trenta il comune di Cermenate commissionò a Cesare Cataneo la realizzazione, ad Asnago, di un asilo per l'infanzia destinato ad ospitare cinquanta bambini. Completato nel 1937 in stile razionalista, l'edificio risultò costare molto meno rispetto all'asilo del Terragni. L'edificio presentò inoltre scelte progettuali che, pensate in collaborazione con Carlo e Luigi Origoni, erano caratterizzate da un'attenzione estrema per i dettagli, come ad esempio il dimensionamento dei serramenti e dei parapetti in funzione delle esigenze visive dei bambini.

### Aree naturali
- Parco Scalabrini (48000 m²), all'interno di Villa Clerici[28]
- Parco del Lura, nella parte est del paese[28]
- Parco delle Groane, nella parte sud di Cermenate[28]

## Società

### Evoluzione demografica
Demografia pre-unitaria
- 1751: 990 abitanti[7]
- 1771: 1 422 abitanti[29]
- 1799: 1 600 abitanti[8]
- 1805: 1 556 abitanti[8]
- 1809: 1 989 abitanti (dopo l'annessione di Asnago)[8]
- 1853: 2 751 abitanti[30]

Demografia post-unitaria
Abitanti censiti

## Cultura

### Media

#### Radio
A Cermenate nacque, nel 1978, una delle più importanti stazioni radiofoniche della provincia di Como: Happy Radio. Si trattava di una radio dichiaratamente commerciale, con un format musicale di grande impatto sui giovani. Il grande successo riscontrato, sia a livello di ascolto sia di raccolta pubblicitaria, spinsero l'editore Argine a trasferire la sede nella più importante Saronno. L'emittente prosperò fino a tutta la prima metà degli anni ottanta, finché il consolidamento dei network nazionali spinse alla chiusura dell'iniziativa con la cessione dell'importante impianto di radiodiffusione a 94,500 MHz di Brunate (che garantiva una diffusione sulle province di Como, Milano, Varese, Pavia, Novara, Vercelli, Alessandria e sulla Svizzera italiana) alla stazione nazionale RDS

### Cinema
Cermenate viene citata nel film Una vita difficile di Dino Risi in un dialogo tra il personaggio interpretato da Alberto Sordi e la suocera settentrionale:
(Alberto Sordi, Dal film Una vita difficile di Dino Risi, 1961)
Iniziative

## Economia
In seguito alla crisi del comparto tessile avvenuta nella seconda metà del XX secolo, il territorio Cermenate ha assistito allo sviluppo di importanti industrie di carattere nazionale e multinazionale, oltre a una serie attività artigianali e a un progressivo aumento del traffico di pendolari diretti verso Milano.
Una delle risorse principali dell'economia di Cermenate è costituita dallo stabilimento della multinazionale Bolton Group che inscatola la Simmenthal, il tonno Rio Mare e Palmera, venduti in tutto il mondo.

## Amministrazione
| Periodo         | Periodo         | Primo cittadino      | Partito                                           | Carica                    | Note          |
| --------------- | --------------- | -------------------- | ------------------------------------------------- | ------------------------- | ------------- |
| 23 aprile 1995  | 20 ottobre 1998 | Pietro Garbagnati    | lista civica di centrosinistra                    | Sindaco                   | [ 32 ]        |
| 20 ottobre 1998 | 13 giugno 1999  | Raimondo Provvidenza |                                                   | Commissario straordinario | [ 33 ] [ 32 ] |
| 13 giugno 1999  | 7 giugno 2009   | Federica Bernardi    | centrodestra                                      | Sindaco                   | [ 32 ]        |
| 8 giugno 2009   | 26 maggio 2019  | Mauro Roncoroni      | lista civica di centrodestra - Polo per Cermenate | Sindaco                   | [ 32 ]        |
| 26 maggio 2019  | 9 giugno 2024   | Luciano Pizzutto     | Lega                                              | Sindaco                   | [ 32 ]        |
| 9 giugno 2024   | in carica       | Luciano Pizzutto     | Lega                                              | Sindaco                   | [ 32 ]        |

### Gemellaggi
- Fontoy, dal 1998[34];
- Schignano, dal 2003[34].

## Sport
A Cermenate hanno sede le squadre di calcio Virtus Calcio Cermenate e A.C.D. Celtica, entrambe militanti in Seconda Categoria

### Annotazioni
1. ↑  Per il dialetto comasco, si utilizza l'ortografia ticinese, introdotta a partire dal 1969 dall'associazione culturale Famiglia Comasca nei vocabolari, nei documenti e nella produzione letteraria.

### Fonti
1. 1 2   Bilancio demografico mensile anno 2024 (dati provvisori), su demo.istat.it, ISTAT.
2. ↑   Classificazione sismica (XLS), su rischi.protezionecivile.gov.it.
3. ↑   Tabella dei gradi/giorno dei Comuni italiani raggruppati per Regione e Provincia (PDF), in Legge 26 agosto 1993, n. 412, allegato A, Agenzia nazionale per le nuove tecnologie, l'energia e lo sviluppo economico sostenibile, 1º marzo 2011,  p. 151. URL consultato il 25 aprile 2012 (archiviato dall'url originale il 1º gennaio 2017).
4. ↑   AA. VV., Dizionario di toponomastica. Storia e significato dei nomi geografici italiani., Milano, Garzanti, 1996,  p. 193, ISBN 88-11-30500-4.
5. 1 2 3 4 5 6  Borghese, p. 164.
6. 1 2 3 4 5 6 7 8 9 10 11 12 13 14 15 16 17 18   Storia, su comune.cermenate.co.it. URL consultato il 1º maggio 2020 (archiviato dall'url originale il 27 marzo 2023).
7. 1 2 3 4 5   Comune di Cermenate, sec. XIV - 1757 – Istituzioni storiche – Lombardia Beni Culturali, su lombardiabeniculturali.it. URL consultato il 1º maggio 2020.
8. 1 2 3 4   Comune di Cermenate, 1798 - 1815 – Istituzioni storiche – Lombardia Beni Culturali, su lombardiabeniculturali.it. URL consultato il 1º maggio 2020.
9. 1 2   Comune di Asnago, sec. XIV - 1757 – Istituzioni storiche – Lombardia Beni Culturali, su lombardiabeniculturali.it. URL consultato il 1º maggio 2020.
10. ↑   Comune di Cermenate, 1859 - [1971] – Istituzioni storiche – Lombardia Beni Culturali, su lombardiabeniculturali.it. URL consultato il 1º maggio 2020.
11. ↑   Cermenate, decreto 1929-02-10 DCG, riconoscimento di stemma, su Archivio Centrale dello Stato,  Ufficio araldico, fascicoli comunali, busta 079, fascicolo 8296. URL consultato l'11 marzo 2025.
12. ↑   Cermenate, su Stemmi dei Comuni della Provincia di Como. URL consultato il 23 ottobre 2022.
13. ↑   Parrocchia dei Santi Vito e Modesto, sec. XVI - [1989] – Istituzioni storiche – Lombardia Beni Culturali, su lombardiabeniculturali.it. URL consultato il 1º maggio 2020.
14. ↑   Chiesa dei SS. Vito e Modesto - complesso, Piazza della Pace - Cermenate (CO) – Architetture – Lombardia Beni Culturali, su lombardiabeniculturali.it. URL consultato il 1º maggio 2020.
15. ↑   Conconi Torildo, su dizionariodartesartori.it.
16. 1 2 3 4 5 6 7 8 9 10   Classi 3A e 3B della Scuola Media Statale di Cermenate (anno scolastico 1998/'99), San Vincenzo - Santuario del Crocifisso - La più antica Chiesa Parrocchiale di Cermenate.
17. ↑   Santuario del Crocifisso - complesso, Piazza San Vincenzo - Cermenate (CO) – Architetture – Lombardia Beni Culturali, su lombardiabeniculturali.it. URL consultato il 1º maggio 2020.
18. ↑   Santuari diocesani e templi votivi – Santuari Diocesani, su santuari.diocesidicomo.it. URL consultato il 21 novembre 2023.
19. ↑   Parrocchia dei Santi Pietro e Paolo, 1847 - [1989] – Istituzioni storiche – Lombardia Beni Culturali, su lombardiabeniculturali.it. URL consultato il 1º maggio 2020.
20. ↑   Chiesa dei SS. Pietro e Paolo - complesso, Via Don Felice Borghi - Cermenate (CO) – Architetture – Lombardia Beni Culturali, su lombardiabeniculturali.it. URL consultato il 1º maggio 2020.
21. ↑   Chiesa del Sacro Cuore - complesso, Via Montebello, 28 - Cermenate (CO) – Architetture – Lombardia Beni Culturali, su lombardiabeniculturali.it. URL consultato il 1º maggio 2020.
22. ↑   Chiesa dell'Addolorata, Via Padre A.B. Cosano - Cermenate (CO) – Architetture – Lombardia Beni Culturali, su lombardiabeniculturali.it. URL consultato il 1º maggio 2020.
23. ↑   Oratorio dei SS. Simone e Giuda - complesso, Via Montesordo - Cermenate (CO) – Architetture – Lombardia Beni Culturali, su lombardiabeniculturali.it. URL consultato il 1º maggio 2020.
24. ↑   Villa Clerici, Via G.B. Scalabrini, 124,126(P),128,130 - Cermenate (CO) – Architetture – Lombardia Beni Culturali, su lombardiabeniculturali.it. URL consultato il 1º maggio 2020.
25. ↑   Villa Cocquio Gaggi - complesso, Via G.B. Scalabrini, 106(P),108,110 - Cermenate (CO) – Architetture – Lombardia Beni Culturali, su lombardiabeniculturali.it. URL consultato il 1º maggio 2020.
26. ↑   Villa Rospini, Via G.B. Scalabrini, 153(P),155 - Cermenate (CO) – Architetture – Lombardia Beni Culturali, su lombardiabeniculturali.it. URL consultato il 1º maggio 2020.
27. 1 2 3   Asilo infantile Giuseppe Garbagnati (ex), Via G. Negrini, 7,9,11(P) - Cermenate (CO) – Architetture – Lombardia Beni Culturali, su lombardiabeniculturali.it. URL consultato il 1º maggio 2020.
28. 1 2 3   Ambiente, su comune.cermenate.co.it. URL consultato il 1º maggio 2020.
29. ↑   Comune di Cermenate, 1757 - 1797 – Istituzioni storiche – Lombardia Beni Culturali, su lombardiabeniculturali.it. URL consultato il 1º maggio 2020.
30. ↑   Comune di Cermenate, 1816 - 1859 – Istituzioni storiche – Lombardia Beni Culturali, su lombardiabeniculturali.it. URL consultato il 1º maggio 2020.
31. ↑  Statistiche I.Stat ISTAT  URL consultato in data 28-12-2012.
Nota bene: il dato del 2021 si riferisce al dato del censimento permanente al 31 dicembre di quell'anno. Fonte:  Popolazione residente per territorio - serie storica, su esploradati.censimentopopolazione.istat.it.
32. 1 2 3 4 5 6   Anagrafe degli amministratori locali e regionali, su amministratori.interno.gov.it. URL consultato il 13 maggio 2023.
33. ↑  Con D.P.R. del 20 ottobre 1998, pubblicato sulla G.U. n.260 del 06-11-1998, il consiglio comunale è stato sciolto per le dimissioni rassegnate dalla maggioranza dei consiglieri ed il comune è stato commissariato.
34. 1 2   Gemellaggi, su comune.cermenate.co.it. URL consultato il 1º maggio 2020.